# Cyrtonops metallica
Cyrtonops metallica är en skalbaggsart som beskrevs av Hüdepohl 1990. Cyrtonops metallica ingår i släktet Cyrtonops och familjen långhorningar. Inga underarter finns listade i Catalogue of Life.